# 대한민국 헌법 제1조 (영화)
"대한민국 헌법 제1조"는 2003년에 개봉한 대한민국의 영화이다.

## 캐스팅
- 예지원: 고은비 역
- 임성민: 강세영 역
- 이문식: 백성기 역
- 남진: 베드로 신부 역(특별출연)
- 김용건: 오만봉 역
- 아니타: 키메라 역
- 최은주: 앵두 역
- 송옥숙: 봉춘댁 역(특별출연)
- 안내상: 도민우 역
- 정경순: 경찰서장(정순애) 역
- 원상연: 허영진 역
- 김양우: 오대두 역
- 장대성: 차상석 역
- 양택조: 조금박 의원 역(특별출연)
- 정세희: 스메끼리 역(특별출연)
- 기주봉: 박총재 역(특별출연)
- 이승준: 민석 역
- 박종규: 꼴통 역
- 현영: 양지 역
- 장세윤: 정혜 역
- 황효은: 미자 역
- 김양우: 오대두 역
- 이창: 리서치 역
- 김기현: 변총재 역

## 같이 보기
- 대한민국 헌법 제1조